# Saint-Ouen-de-la-Cour
Saint-Ouen-de-la-Cour foi uma comuna francesa na região administrativa da Normandia, no departamento Orne. Estendia-se por uma área de 6,04 km². Em 2010 a comuna tinha 62 habitantes (densidade: 10,3 hab./km²).
Em 1 de janeiro de 2017, passou a formar parte da nova comuna de Belforêt-en-Perche.